# Francesc Lorenzo i Gàcia
Francesc Lorenzo i Gàcia (Llagostera, Gironès l'1 d'agost de 1911 - Barcelona, el 16 de novembre de 2001) va ser un autor dramàtic català. Exiliat a França de 1939 a 1943.

## Obra dramàtica
- 1954. Berlín, Plaça Alter núm. 2. Estrenada al teatre Romea.
- 1956. Guspireig d'estrelles.
- 1956. Quan els records parlen.
- 1957. Fantasia sobre Trieste.
- 1957. L'ambient màgic. Estrenada al Teatre de C.A.P.S.A. de Barcelona, el 22 de juny.
- 1959. El tímid de dos quarts de deu.
- 1961. Un gàngster de paper fi.
- 1961. El millor dependent del món. Estrenada al teatre Guimerà.
- 1965. Benvingut mossèn Vidal. Estrenada al teatre Barcelona de Barcelona.
- 1969. Un mort sobre l'asfalt
- 1980. Els rebels tràgics.
- 1982. En Pau vol viure en pau.
- 1984. Els insurgents. Estrenada a l'Orfeó de Sants.
- 1985. Rèquiem per a una burgesa.
- 1987. Evocació en blau.
- 1990. Leila, on vas?.
- 1992. El meu veí és un barrut.
- 1993. Si l'encerto l'endevino.
- 1994. Sota els fanals de París : Edith Piaf.
- 1994. La profetessa : Mary Baker-Eddy.